# سمبات سپاراپت
سمبات سپاراپت (ارمنی: [Սմբատ Սպարապետ, Սմբատ Գունդստաբլ - Smbat Sparapet, Smbat Gúndestabl] Error: {{Lang}}: متن دارای نشانه‌گذاری ایتالیک است (راهنما)؛ ۱۲۰۸ – ۱۲۷۶) تاریخ‌نگار و نجیب‌زاده از پادشاهی ارمنی کیلیکیه و برادر بزرگتر هتوم یکم، شاه ارمنستان بود.